# 한국연극인복지재단
한국연극인복지재단은 연극예술인들 사이의 상호협동과 친목 도모 그리고 연극예술 종사자들의 복지증진과 장학 사업 등의 추진을 목적으로 2005년 5월 20일 설립된 문화체육관광부 소관의 재단법인이다. 사무실은 서울특별시 종로구 동숭길 29, 2층, 3층 (동숭동)에 있다.

## 주요 사업
- 공로금, 위로금 등 지급
- 연극인 자녀 장학금
- 연극인 연금과 보험제도 운영
- 기타 설립 목적 수행을 위한 사업